# Route départementale 769 (Puy-de-Dôme)
Pour les articles homonymes, voir Route départementale 769.
La route départementale 769, ou RD 769, est une route départementale du Puy-de-Dôme, longue de 11 kilomètres et reliant Clermont-Ferrand à Dallet. Elle dessert l’est de la zone industrielle du Brézet et l’aéroport de Clermont-Ferrand.
La RD 769 est classée route à grande circulation entre son extrémité et la RD 766 à Clermont-Ferrand et entre la RD 52 à Lempdes et son extrémité à Dallet.

## Anciens numéros
Auparavant, cette route était nommée RD 54e de Clermont-Ferrand à la RN 89, puis RD 8e. Elle est maintenant devenue la RD 766.

## Communes desservies
- À Clermont-Ferrand : Rue Louis Blériot (2×2 voies), Rue Youri Gagarine (2×2 voies à chaussées séparées par des plantations de lavande, cf. première image de la galerie) ;
- Aulnat (y compris l'aéroport) ;
- Lempdes ;
- Dallet.

## Galerie d’images

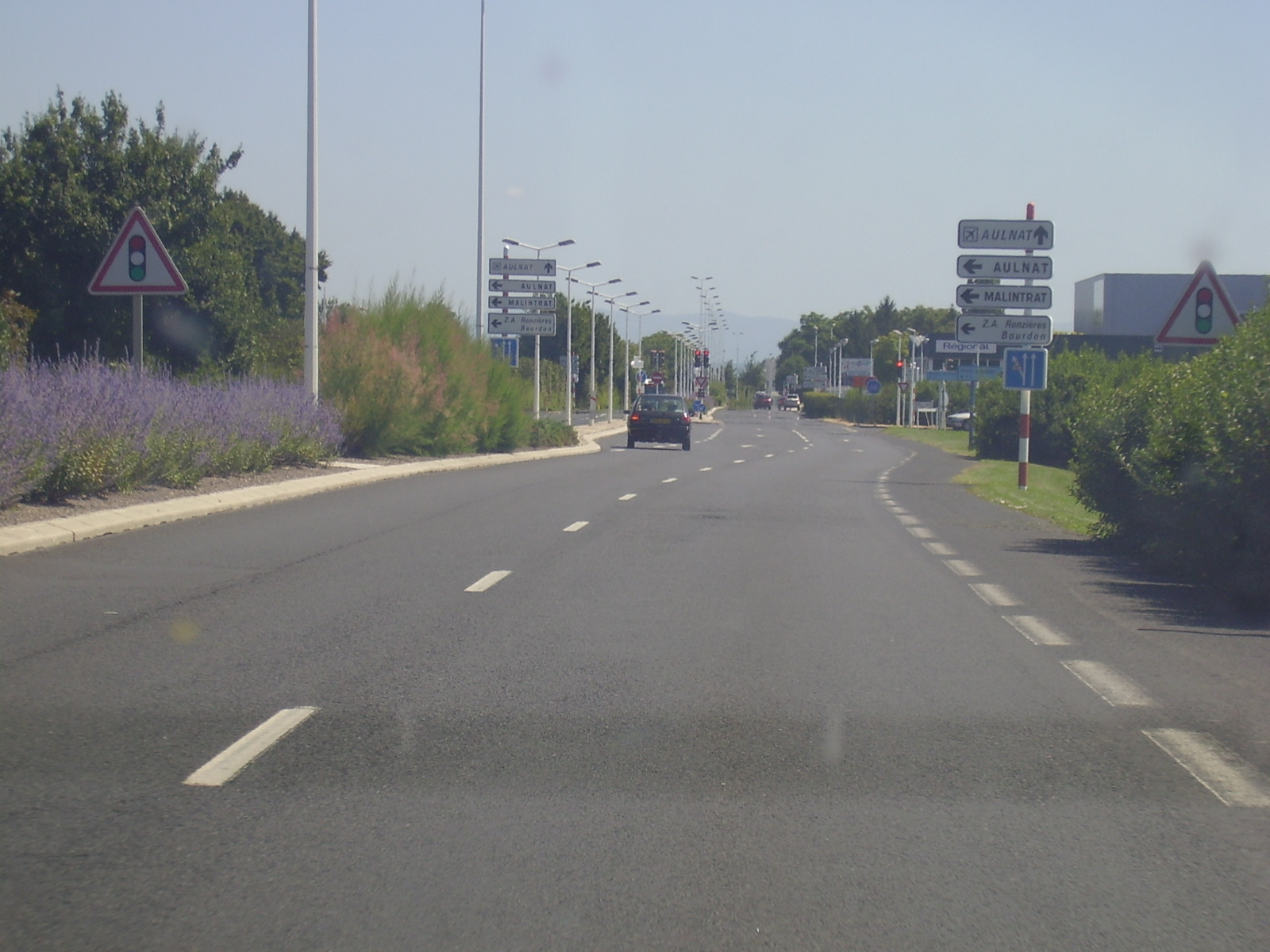
La RD 769 vers Lempdes, avant les feux tricolores, aux environs du kilomètre 2
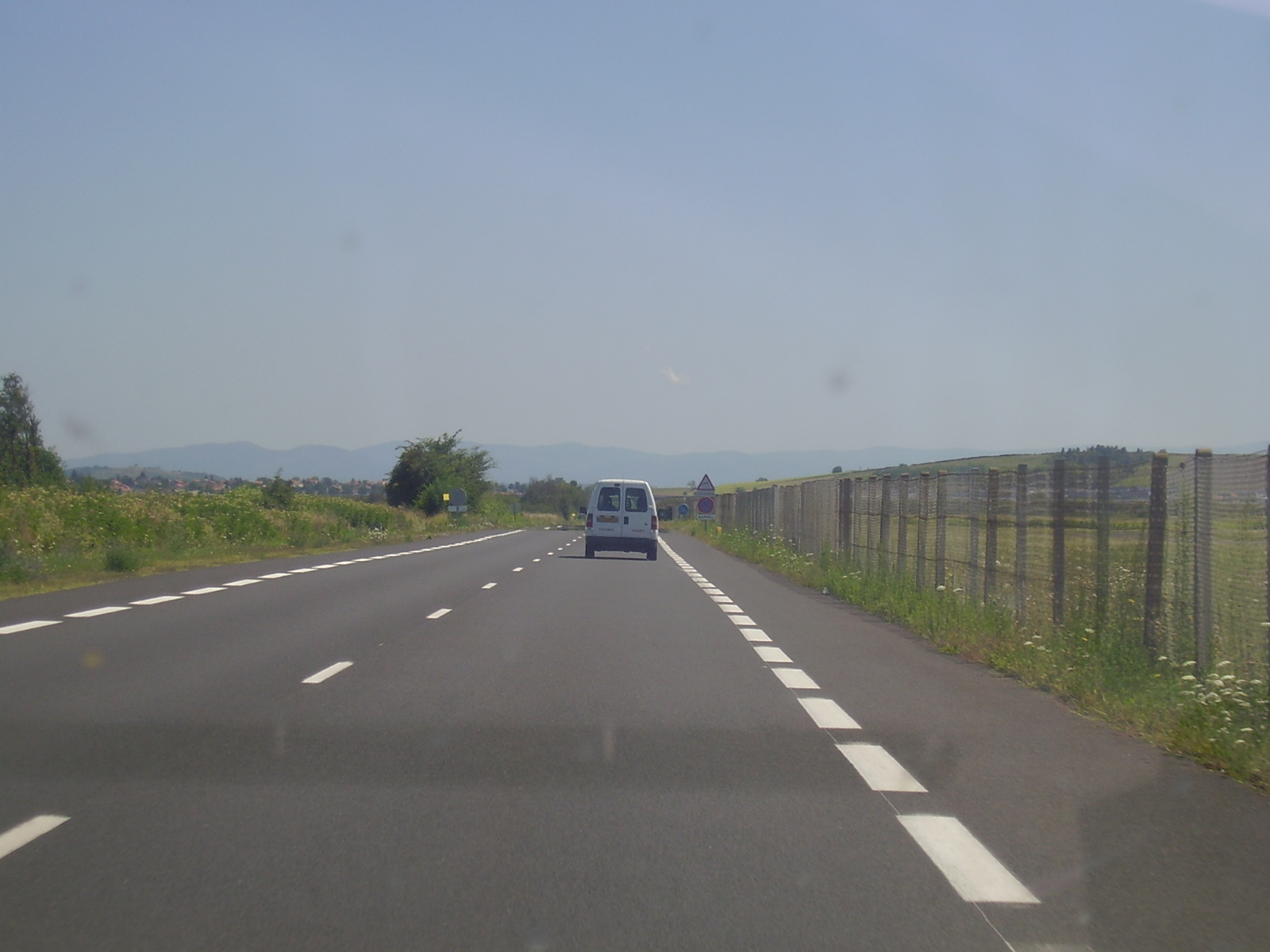
La RD 769 vers Lempdes (remarquer la présence de bandes cyclables sur chaque voie)
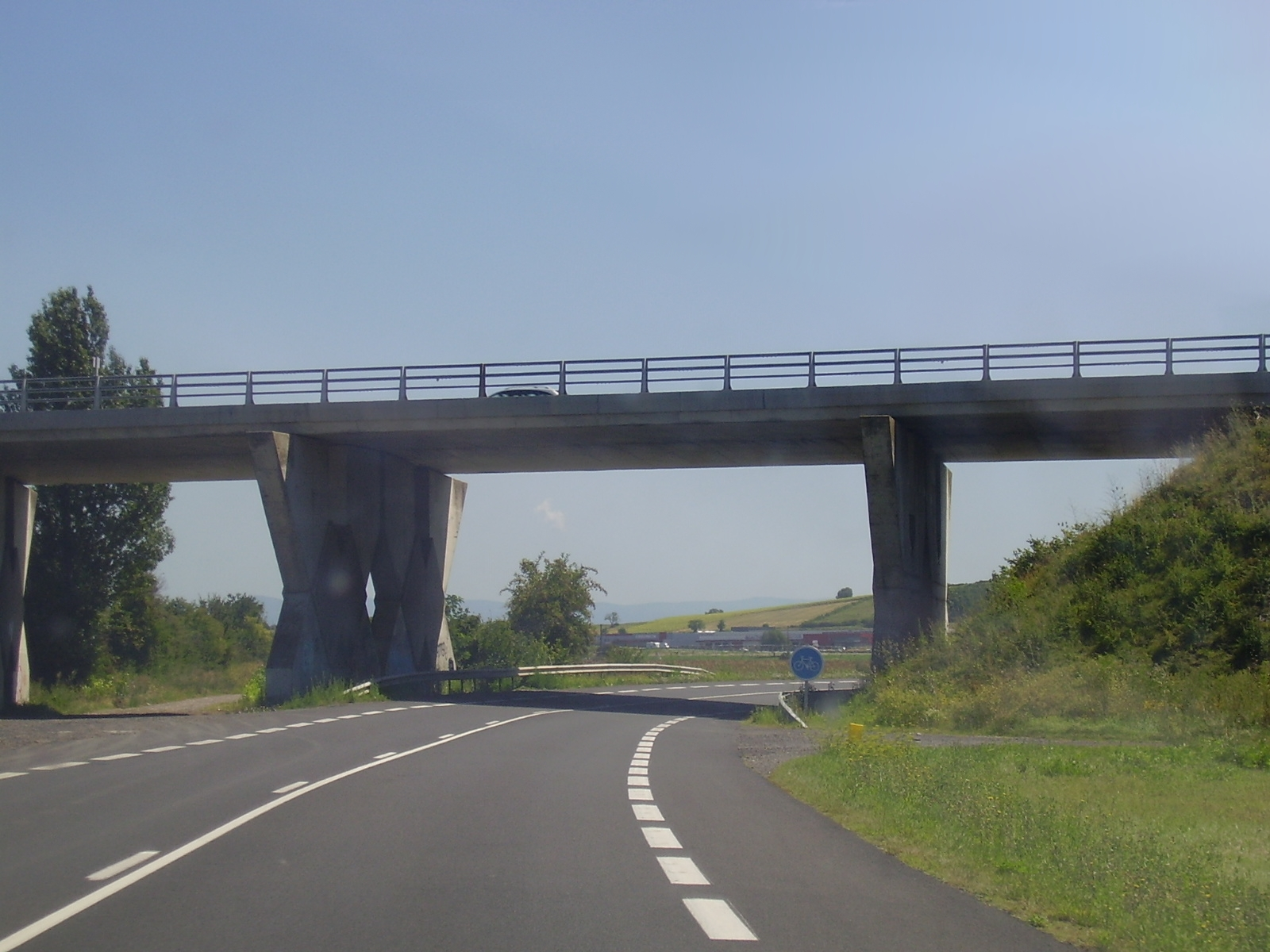
La RD 769 vers Lempdes, avant de passer sous l’A711
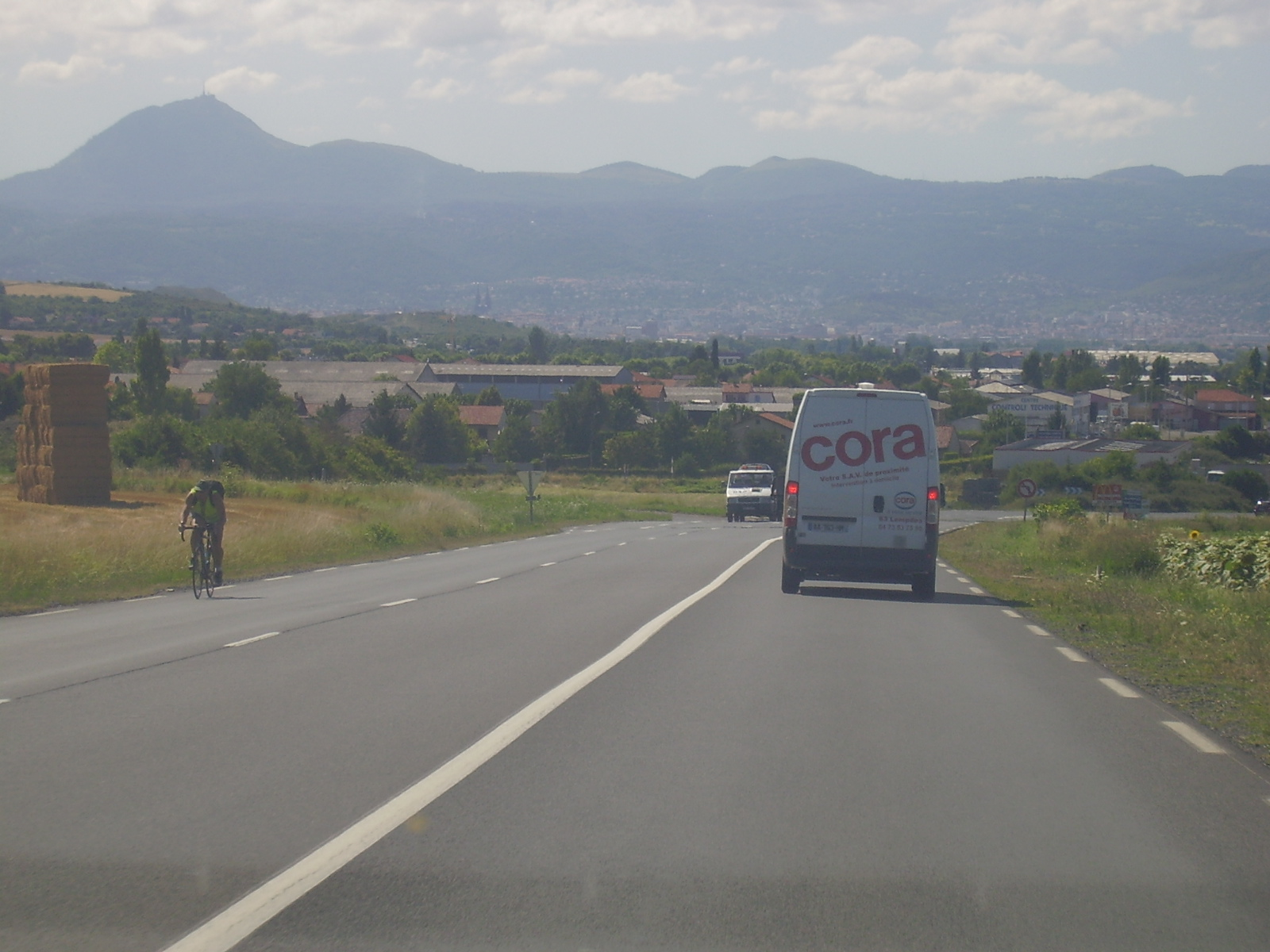
La RD 769 vers Clermont-Ferrand et Dallet

## Trafic
- Aulnat : 6 161 véhicules par jour en 2006[2]